# Jean Kerebel
Jean Kerebel (Jean-Baptiste Kerebel; * 2. April 1918 in Paris; † 9. März 2010 in Le Bugue) war ein französischer Sprinter, der sich auf den 400-Meter-Lauf spezialisiert hatte.
In der 4-mal-400-Meter-Staffel der Olympischen Spiele 1948 in London gewann er mit der französischen Mannschaft in der Besetzung Kerebel, Francis Schewetta, Robert Chef d’Hôtel und Jacques Lunis die Silbermedaille hinter dem US-Team und vor der Stafette aus Schweden.
Bei den französischen Meisterschaften wurde er 1947 Fünfter und 1948 Dritter.